# Parlami (Christian)
Parlami è un album di Christian del 1995.
Prodotto dalla Ros Record e distribuito dalla Sony Music. Arrangiamenti di Gianni Prudente. La Canzone "Chi siamo noi" è arrangiata da Piero Calabrese e cantata insieme a Dora Moroni.

## Tracce
1. Chi siamo noi
2. Non ti perderò non mi perderai
3. Nel buio
4. Maschera
5. Stupida felicità
6. Nuova estate
7. Parlami
8. Fantasia
9. Dolceamara
10. Ricordami